# Seznam vojaških kratic na E
To je seznam vojaških kratic, ki se pričnejo s črko E.

## Seznam
- EAM (ang. Emergency Action Message) je kratica, ki označuje Nujno akcijsko sporočilo.
- EC
- ECM
- ECR
- EGLM
- EIAD (ang. Extended Integrated Air Defence) je kratica, ki označuje Sistem zračne obrambe v globino.
- Einh.
- ELINT (ang. ELectronical INTelligence) označuje Elektronska obveščevalna dejavnost.
- EO
- EOM (angleško Explosive Ordnance Device) označuje Eksplozivno telo.
- EORSAT (ang. Electronical Ocean Reccon Satelit) označuje Elektronski oceanski izvidniški sistem.
- EPN je slovenska vojaška kratica, ki označuje Enota za posebne namene.
- ESD je slovenska vojaška kratica, ki označuje Enota za specialno delovanje.
- Erg.
- Ers.
- ETA (angleško Estimated Time of Arrival), označuje predvideni čas prihoda.
- EUCOM (ang. European Command) označuje Evropsko poveljstvo.
- EW